# Kolcóweczka białozielona
Kolcóweczka białozielona (Kavinia alboviridis (Morgan) Gilb. & Budington) – gatunek grzybów z rodziny Lentariaceae.

## Systematyka i nazewnictwo
Pozycja w klasyfikacji według Index Fungorum: Kavinia, Lentariaceae, Gomphales, Phallomycetidae, Agaricomycetes, Agaricomycotina, Basidiomycota, Fungi.
Po raz pierwszy takson ten opisał w 1887 r. Andrew Price Morgan, nadając mu nazwę Hydnum alboviride. Obecną nazwę nadali mu Robert Lee Gilbertson i A.B. Budington w 1970 r.
Niektóre synonimy:
- Kavinia bourdotii (Bres.) Pilát 1960
- Kavinia sajanensis (Pilát) Pilát 1938
- Mycoacia alboviride (Morgan) L.W. Mill. & J.S. Boyle 1943[2].

Polską nazwę zarekomendował Władysław Wojewoda w 2003 r.

## Morfologia
Owocnik
Rozpostarty, luźno przylegający, hydnoidalny. Kolce w gronach, wąsko stożkowate, o długości do 2 mm i szerokości 0,2–0,3 mm u podstawy, w stanie świeżym miękkie, w eksykatach kruche, początkowo białe, potem oliwkowe, musztardowożółte ze sterylnym, szydłowatym, gładkim i zwykle nieco jaśniejszym wierzchołkiem. Subikulum watowate, luźne. Brzeg wyraźny, strzępiasty lub włóknisty, białawy. Ryzomorfy częste w subikulum, na brzegu i w pęknięciach podłożach, miękkie, watowate, o grubości do 0,3 μm, rozgałęzione, białe.
Cechy mikroskopowe
System strzępkowy monomityczny; wszystkie strzępki septowane. Strzępki subhymenium o grubości 1–3 μm, cienkościenne, szkliste. Strzępki tramy regularne, ułożone równolegle, wyraźne, 1,5–5 μm, cienkie, szkliste. Strzępki subikulum (1,5) 2–3,5 μm, czasami przy przegrodach ampułkowate, o średnicy do 8–9 μm, o cienkiej lub pogrubionej ściance, szkliste. Ryzomorfy proste, zbudowane ze strzępek, takich jak strzępki subikulum oraz strzępek o nieregularnym zarysie i granulkowatej, żółtawej treści. Podstawki maczugowate, 22–26 × 5–6 μm z 4 ssterygmami o długości do 4 μm. Zarodniki wąsko elipsoidalne do półwrzecionowatych, zwężające się i w widoku z boku lekko zagięte w kierunku wierzchołka, 7–10 × 3–4,2 μm, Q = 2–2,8 μm, drobno brodawkowate lub kolczaste, o pogrubionych ścianach, żółtawe. Cystyd brak.

## Występowanie
Kolcóweczka białozielona występuje na niektórych wyspach i wszystkich kontynentach poza Antarktydą. W Polsce W. Wojewoda w 2003 r. przytoczył 2 stanowiska, w późniejszych latach podano następne. Znajduje się na Czerwonej liście roślin i grzybów Polski. Ma status E – gatunek wymierający, którego przeżycie jest mało prawdopodobne, jeśli nadal będą działać czynniki zagrożenia.
Grzyb nadrzewny, saprotrof. Występuje w lasach, zwłaszcza sosnowych, na martwym drewnie drzew liściastych i iglastych, zwłaszcza sosny zwyczajnej. Występuje na drewnie bez kory, preferuje miejsca wilgotne, w pobliżu cieków wodnych.